# Kate Gillou

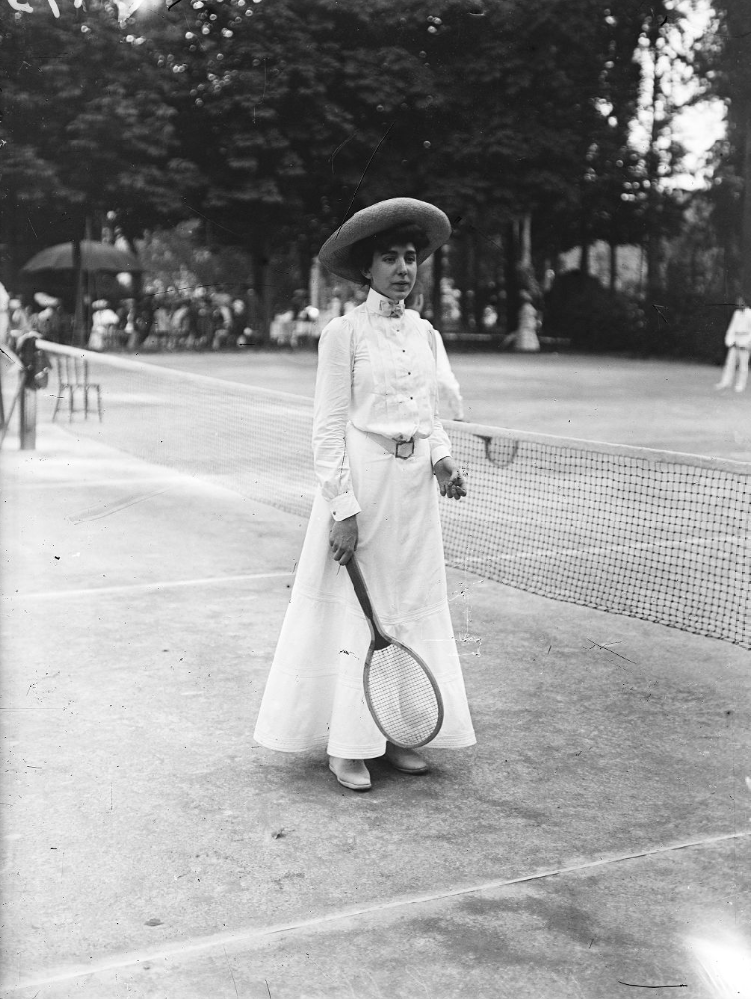
Kate Gillou, em uma quadra de tênis.

Catherine Marie Blanche "Kate" Gillou (Paris, 19 de Fevereiro de 1897 - Paris, 16 de Fevereiro de 1964) foi uma tenista francesa.
Campeã quatro vezes de Roland Garros.

## Grand Slam

### Simples (4 títulos)
| Ano  | Torneio       | Oponente          | Placar    |
| 1904 | Roland Garros | Adine Masson      |           |
| 1905 | Roland Garros | Yvonne de Pfeffel | 6-0, 11-9 |
| 1906 | Roland Garros | Virginia MacVeagh |           |
| 1908 | Roland Garros | A. Péan           |           |